# Victor Argo
Victor Argo (* 5. November 1934 in der Bronx, New York; † 7. April 2004 in Manhattan, New York) war ein US-amerikanischer Schauspieler puerto-ricanischer Abstammung. Seine Karriere umfasste annähernd vierzig Jahre.

## Leben
Victor Argo wurde als Victor Jiménez in der südlichen Bronx von New York City geboren. Seine Eltern, Maria L. Rosario und Victor Jiménez Sr., stammten aus Quebradillas in Puerto Rico.
Er verstarb 2004 im Alter von 69 Jahren an Komplikationen durch Lungenkrebs im St. Vincent’s Hospital in Manhattan. Sein Körper wurde dem Manhattan College für medizinische Forschung gespendet. Er wurde von seinen zwei Schwestern, Emma und Louise, überlebt.

## Karriere
Argo begann seine Karriere als Bühnenschauspieler an regionalen Theatern und in kleineren Produktionen. Er versuchte in einer Zeit Fuß zu fassen, in der es viele Vorurteile gegen Latino-Darsteller gab, und nahm deshalb den Künstlernamen “Argo” an, um seine Chancen bei Castings zu verbessern. Während dieser Zeit arbeitete er unter anderem als Schmuckverkäufer, in einer Druckerei und als Taxifahrer.
In den 1960er Jahren traf Argo bei einer Off-Broadway-Aufführung Yoko Ono und nahm mit ihr an der sogenannten Happening-Bewegung teil. Er freundete sich auch mit dem damals aufstrebenden Schauspieler Harvey Keitel an, mit dem er fast vierzig Jahre lang eng befreundet blieb.
Sein Filmdebüt hatte Argo 1972 im Film Heißer Stoff für Boston.
Im Jahr 1977 war Argo Gründungsmitglied der Riverside Shakespeare Company in der Upper West Side von New York City. Als Mitglied tourte er durch die Parks von Manhattan und spielte unter anderem Lord Montague. Als Fan von Country-Musik überlegte er auch kurz, eine Karriere als Musiker in Nashville zu beginnen und nahm sogar einige Country-Lieder auf.
Als Charakterschauspieler war er in Filmen von Regisseuren wie Martin Scorsese, Abel Ferrara, Jim Jarmusch und Woody Allen zu sehen, in denen er oft die Rolle von Schwerverbrechern, New Yorker Gangstern und hartgesottenen Detektiven spielte. Seine Filmografie umfasst Rollen in Filmen wie Taxi Driver, King of New York – König zwischen Tag und Nacht, The Rose, New Yorker Geschichten, Die letzte Versuchung Christi, Bad Lieutenant, True Romance und Coyote Ugly. Einen letzten Auftritt hatte er in dem Film Lustre im Jahr 2005.
Kurz vor seinem Tod erfüllte sich Argo einen lebenslangen Traum, als er in dem mit dem Pulitzer-Preis ausgezeichneten Drama Anna in the Tropics auf dem Broadway auftrat.
Im deutschen Sprachraum wurde Argo unter anderem von Hans-Werner Bussinger, Joachim Cadenbach, Gernot Duda, Hermann Ebeling, Norbert Gastell, Rolf Jülich, Uwe Karpa, Fred Maire, Krikor Melikyan, Otto Mellies, H. H. Müller, Klaus Nietz, Hans Nitschke, Joachim Nottke, Edgar Ott, Gerhard Paul, Melvin Quinones, Christian Rode, Willi Röbke, Horst Schön, Karl Schulz, Klaus Sonnenschein, Herbert Stass, Franz-Josef Steffens, Jochen Striebeck, Hans Teuscher, Armenico Urbinati, Herbert Weicker, Bodo Wolf und Thomas Wolff synchronisiert.

## Filmografie (Auswahl)

### Film
- 1972: Heißer Stoff für Boston (Dealing: Or the Berkeley-to-Boston Forty-Brick Lost-Bag Blues)
- 1972: Die Faust der Rebellen
- 1972: Rollerfieber (Unholy Rollers; Kurzfilm)
- 1973: Hexenkessel
- 1973: Der Don ist tot (The Don is Dead)
- 1976: Taxi Driver
- 1976: Hot Tomorrows (Kurzfilm)
- 1977: Wie geht’s aufwärts? (Which Way Is Up?)
- 1979: The Rose
- 1982: Der Geisterflieger
- 1984: Der Liebe verfallen
- 1985: Die Zeit nach Mitternacht
- 1985: Susan … verzweifelt gesucht
- 1986: Off Beat – Laßt die Bullen tanzen
- 1986: Der City Hai
- 1986: Schnee in Florida (Florida Straits)
- 1987: Jack, der Aufreißer (The Pick-up Artist)
- 1988: Die letzte Versuchung Christi
- 1988: New Yorker Geschichten
- 1989: Verbrechen und andere Kleinigkeiten
- 1989: Ninas Alibi
- 1990: King of New York – König zwischen Tag und Nacht
- 1990: McBain – Rache ohne Gnade
- 1991: Schatten und Nebel
- 1991: Bad Lieutenant
- 1992: Krieg der Bosse (Due vite, un destino)
- 1993: Ein ganz normales Wunder (Household Saints)
- 1993: Snake Eyes
- 1993: True Romance
- 1994: Immer Ärger um Dojo
- 1994: Men Lie
- 1995: Draußen lauert der Tod (Condition Red)
- 1995: Smoke – Raucher unter sich
- 1995: Blue in the Face – Alles blauer Dunst
- 1996: Das Begräbnis
- 1996: Geschändet …! – Die Angst des Opfers (Sins of Silence) (Fernsehfilm)
- 1998: New Rose Hotel
- 1998: Lulu – Das Geheimnis einer Liebe
- 1998: Coming Soon – Kommt sie, kommt sie nicht? (Coming Soon)
- 1998: Next Stop Wonderland
- 1998: Side Streets
- 1999: Ghost Dog – Der Weg des Samurai
- 1999: Fast Food Fast Women
- 1999: A Change of Climate (Kurzfilm)
- 2000: The Yards – Im Hinterhof der Macht
- 2000: Coyote Ugly
- 2001: Double Trouble – Ein Cop auf Abwegen (Double Whammy; Fernsehfilm)
- 2001: ’R Xmas
- 2001: Sag’ kein Wort
- 2001: Angel Eyes

### Fernsehen
- 1973: Kojak – Einsatz in Manhattan
- 1975: Starsky & Hutch
- 1976: Wonder Woman
- 1977: Detektiv Rockford – Anruf genügt
- 1979: Buck Rogers
- 1988: Miami Vice
- 1990: Ein gesegnetes Team
- 1992: Law & Order
- 1996: Allein gegen die Zukunft
- 2002: Criminal Intent – Verbrechen im Visier
- 2003: Die schönste Sache der Welt (Erotic Tales)

## Theater (Auswahl)
- 1981: Louie and the Elephant (Princess Theatre, Broadway, New York City)[3]
- 1981: The Beautiful Mariposa (Princess Theatre, Broadway, New York City)[3]
- 2003: Anna in the Tropics (Royale Theatre, Broadway, New York City)[3]